# Vasconiella jeffreysiana
Vasconiella jeffreysiana is een tweekleppigensoort uit de familie van de Galeommatidae. De wetenschappelijke naam van de soort is voor het eerst geldig gepubliceerd in 1873 door Fischer P. in de Folin & Périer.